# Stanley-Cup-Playoffs 2012
Die Playoffs um den Stanley Cup des Jahres 2012 begannen am 11. April 2012 und endeten am 11. Juni 2012 mit dem 4:2-Erfolg der Los Angeles Kings über die New Jersey Devils. Die Kings gewannen damit ihren ersten Stanley Cup der Franchise-Geschichte und stellten mit Jonathan Quick ebenso den wertvollsten Spieler wie mit Dustin Brown und Anže Kopitar die besten Scorer der Playoffs.
Die Los Angeles Kings qualifizierten sich erst am 81. und somit vorletzten Spieltag der regulären Saison für die post-season und wurden somit zum ersten Team, das in ihrer Conference an achter und somit letzter Position gesetzt war und trotzdem den Stanley Cup gewann. Zudem machten sie die Devils damit zum niedrigst (6) gesetzten Team, das in einem Stanley-Cup-Finale Heimrecht hatte; den vorherigen Rekord hielten ebenfalls die Devils, als sie im Jahr 2000 an vierter Stelle gesetzt waren und das Finale gewannen. Weitere Bestmarken stellten die Kings auf, indem sie in allen vier Playoff-Runden nach drei Spielen mit 3:0 in Führung lagen – dies war seit Einführung des Best-of-Seven-Modus vor 25 Jahren noch keinem Team gelungen – und ins Finale mit einer makellosen Auswärtsbilanz von acht Siegen in acht Spielen einzogen. Ferner gelang es ihnen als erste Mannschaft, nacheinander das an Position 1, 2 und 3 gesetzte Team ihrer Conference zu eliminieren.
Die Florida Panthers beendeten die zu diesem Zeitpunkt längste Durststrecke von zehn Spielzeiten ohne Playoff-Teilnahme. Darüber hinaus schaffte es zum ersten Mal seit 1996 kein einziges kanadisches Team über die erste Playoff-Runde hinaus.

## Modus
Nachdem sich aus jeder Conference die drei Divisionssieger sowie die fünf weiteren punktbesten Teams der Conference qualifiziert haben, starten die im K.-o.-System ausgetragenen Playoffs. Dabei trifft der punktbeste Divisionssieger auf das achte und somit punktschlechteste qualifizierte Team, die Nummer 2 dieser Rangliste auf die Nummer 7 usw. Durch diesen Modus ist es möglich, dass eines oder mehrere qualifizierte Teams mehr Punkte als einer der Divisionssieger erzielt haben. Das gleiche Prinzip wird zur Bestimmung der Begegnungen der zweiten Playoff-Runde genutzt.
Jede Conference spielt in der Folge im Conference-Viertelfinale, Conference-Halbfinale und im Conference-Finale ihren Sieger aus, der dann im Finale um den Stanley Cup antritt. Alle Serien jeder Runde werden im Best-of-Seven-Modus ausgespielt, das heißt, dass ein Team vier Siege zum Erreichen der nächsten Runde benötigt. Das höher gesetzte Team hat dabei in den ersten beiden Spielen Heimrecht, die nächsten beiden das gegnerische Team. Sollte bis dahin kein Sieger aus der Runde hervorgegangen sein, wechselt das Heimrecht von Spiel zu Spiel. So hat die höher gesetzte Mannschaft in den Spielen 1, 2, 5 und 7, also vier der maximal sieben Spiele, einen Heimvorteil. Der Sieger der Eastern Conference wird mit der Prince of Wales Trophy ausgezeichnet und der Sieger der Western Conference mit der Clarence S. Campbell Bowl.
Bei Spielen, die nach der regulären Spielzeit von 60 Minuten unentschieden bleiben, folgt die Overtime, die im Gegensatz zur regulären Saison mit fünf Feldspielern gespielt wird. Zudem endet sie durch das erste Tor (Sudden Death) und nicht, wie in der regulären Saison üblich, mit einem Shootout.

## Qualifizierte Teams
| Atlantic Division - (1) New York Rangers - (4) Pittsburgh Penguins - (5) Philadelphia Flyers - (6) New Jersey Devils Northeast Division - (2) Boston Bruins - (8) Ottawa Senators Southeast Division - (3) Florida Panthers - (7) Washington Capitals | Central Division - (2) St. Louis Blues - (4) Nashville Predators - (5) Detroit Red Wings - (6) Chicago Blackhawks Northwest Division - (1) Vancouver Canucks Pacific Division - (3) Phoenix Coyotes - (7) San Jose Sharks - (8) Los Angeles Kings |

## Playoff-Baum
|  | Conference-Viertelfinale                              | Conference-Viertelfinale | Conference-Viertelfinale |                    | Conference-Halbfinale | Conference-Halbfinale | Conference-Halbfinale |                   |                 | Conference-Finale | Conference-Finale | Conference-Finale |  |  | Stanley-Cup-Finale | Stanley-Cup-Finale | Stanley-Cup-Finale |
|  |                                                       |                          |                          |                    |                       |                       |                       |                   |                 |                   |                   |                   |  |  |                    |                    |                    |
|  | 1                                                     | New York Rangers         | 4                        |                    | 1                     | New York Rangers      | 4                     |                   |                 |                   |                   |                   |  |  |                    |                    |                    |
|  | 8                                                     | Ottawa Senators          | 3                        | 7                  | Washington Capitals   | 3                     |                       |                   |                 |                   |                   |                   |  |  |                    |                    |                    |
|  |                                                       |                          |                          |                    |                       |                       |                       |                   |                 |                   |                   |                   |  |  |                    |                    |                    |
|  | 2                                                     | Boston Bruins            | 3                        | Eastern Conference | Eastern Conference    | Eastern Conference    |                       |                   |                 |                   |                   |                   |  |  |                    |                    |                    |
|  | 2                                                     | Boston Bruins            | 3                        | Eastern Conference | Eastern Conference    | Eastern Conference    |                       |                   |                 |                   |                   |                   |  |  |                    |                    |                    |
|  | 7                                                     | Washington Capitals      | 4                        |                    |                       |                       |                       |                   |                 |                   |                   |                   |  |  |                    |                    |                    |
|  | 7                                                     | Washington Capitals      | 4                        | 1                  | New York Rangers      | 2                     |                       |                   |                 |                   |                   |                   |  |  |                    |                    |                    |
|  |                                                       |                          |                          | 1                  | New York Rangers      | 2                     |                       |                   |                 |                   |                   |                   |  |  |                    |                    |                    |
|  |                                                       | 6                        | New Jersey Devils        | 4                  |                       |                       |                       |                   |                 |                   |                   |                   |  |  |                    |                    |                    |
|  | 3                                                     | 6                        | New Jersey Devils        | 4                  | Florida Panthers      | 3                     |                       |                   |                 |                   |                   |                   |  |  |                    |                    |                    |
|  | 3                                                     |                          |                          |                    | Florida Panthers      | 3                     |                       |                   |                 |                   |                   |                   |  |  |                    |                    |                    |
|  | 6                                                     | New Jersey Devils        | 4                        |                    |                       |                       |                       |                   |                 |                   |                   |                   |  |  |                    |                    |                    |
|  | 6                                                     | New Jersey Devils        | 4                        |                    |                       |                       |                       |                   |                 |                   |                   |                   |  |  |                    |                    |                    |
|  |                                                       |                          |                          |                    |                       |                       |                       |                   |                 |                   |                   |                   |  |  |                    |                    |                    |
|  | 4                                                     | Pittsburgh Penguins      | 2                        | 5                  | Philadelphia Flyers   | 1                     |                       |                   |                 |                   |                   |                   |  |  |                    |                    |                    |
|  | 4                                                     | Pittsburgh Penguins      | 2                        | 5                  | Philadelphia Flyers   | 1                     |                       |                   |                 |                   |                   |                   |  |  |                    |                    |                    |
|  | 5                                                     | Philadelphia Flyers      | 4                        | 6                  | New Jersey Devils     | 4                     |                       |                   |                 |                   |                   |                   |  |  |                    |                    |                    |
|  | 5                                                     | Philadelphia Flyers      | 4                        | 6                  | New Jersey Devils     | 4                     | E6                    | New Jersey Devils | 2               |                   |                   |                   |  |  |                    |                    |                    |
|  | (Die Teams werden nach der ersten Runde neu gesetzt.) |                          |                          |                    |                       |                       | E6                    | New Jersey Devils | 2               |                   |                   |                   |  |  |                    |                    |                    |
|  |                                                       | W8                       | Los Angeles Kings        | 4                  |                       |                       |                       |                   |                 |                   |                   |                   |  |  |                    |                    |                    |
|  | 1                                                     | W8                       | Los Angeles Kings        | 4                  | Vancouver Canucks     | 1                     |                       | 3                 | Phoenix Coyotes | 4                 |                   |                   |  |  |                    |                    |                    |
|  | 1                                                     |                          |                          |                    | Vancouver Canucks     | 1                     |                       | 3                 | Phoenix Coyotes | 4                 |                   |                   |  |  |                    |                    |                    |
|  | 8                                                     | Los Angeles Kings        | 4                        | 4                  | Nashville Predators   | 1                     |                       |                   |                 |                   |                   |                   |  |  |                    |                    |                    |
|  | 8                                                     | Los Angeles Kings        | 4                        | 4                  | Nashville Predators   | 1                     |                       |                   |                 |                   |                   |                   |  |  |                    |                    |                    |
|  |                                                       |                          |                          |                    |                       |                       |                       |                   |                 |                   |                   |                   |  |  |                    |                    |                    |
|  | 2                                                     | St. Louis Blues          | 4                        |                    |                       |                       |                       |                   |                 |                   |                   |                   |  |  |                    |                    |                    |
|  | 2                                                     | St. Louis Blues          | 4                        |                    |                       |                       |                       |                   |                 |                   |                   |                   |  |  |                    |                    |                    |
|  | 7                                                     | San Jose Sharks          | 1                        |                    |                       |                       |                       |                   |                 |                   |                   |                   |  |  |                    |                    |                    |
|  | 7                                                     | San Jose Sharks          | 1                        | 3                  | Phoenix Coyotes       | 1                     |                       |                   |                 |                   |                   |                   |  |  |                    |                    |                    |
|  |                                                       |                          |                          | 3                  | Phoenix Coyotes       | 1                     |                       |                   |                 |                   |                   |                   |  |  |                    |                    |                    |
|  |                                                       | 8                        | Los Angeles Kings        | 4                  |                       |                       |                       |                   |                 |                   |                   |                   |  |  |                    |                    |                    |
|  | 3                                                     | 8                        | Los Angeles Kings        | 4                  | Phoenix Coyotes       | 4                     |                       |                   |                 |                   |                   |                   |  |  |                    |                    |                    |
|  | 3                                                     |                          |                          |                    | Phoenix Coyotes       | 4                     |                       |                   |                 |                   |                   |                   |  |  |                    |                    |                    |
|  | 6                                                     | Chicago Blackhawks       | 2                        | Western Conference | Western Conference    | Western Conference    |                       |                   |                 |                   |                   |                   |  |  |                    |                    |                    |
|  | 6                                                     | Chicago Blackhawks       | 2                        | Western Conference | Western Conference    | Western Conference    |                       |                   |                 |                   |                   |                   |  |  |                    |                    |                    |
|  |                                                       |                          |                          |                    |                       |                       |                       |                   |                 |                   |                   |                   |  |  |                    |                    |                    |
|  | 4                                                     | Nashville Predators      | 4                        | 2                  | St. Louis Blues       | 0                     |                       |                   |                 |                   |                   |                   |  |  |                    |                    |                    |
|  | 5                                                     | Detroit Red Wings        | 1                        | 8                  | Los Angeles Kings     | 4                     |                       |                   |                 |                   |                   |                   |  |  |                    |                    |                    |

## Conference-Viertelfinale

### Eastern Conference

#### (1) New York Rangers – (8) Ottawa Senators
| 12. April 2012 19:00 Uhr (Ortszeit) | New York Rangers Ryan Callahan (12:01) Marián Gáborík (36:24) Brian Boyle (39:06) Brad Richards (42:15) | 4:2 (1:0, 2:0, 1:2) Spielbericht Stand: 1:0 | Ottawa Senators Daniel Alfredsson (50:05) Erik Condra (57:41) | Madison Square Garden, New York City, New York Zuschauer: 18.200 |

| 14. April 2012 19:00 Uhr | New York Rangers Anton Strålman (10:11) Brian Boyle (42:41) | 2:3 n. V. (1:0, 0:1, 1:1, 0:1) Spielbericht Stand: 1:1 | Ottawa Senators Erik Karlsson (33:50) Nick Foligno (55:23) Chris Neil (61:17) | Madison Square Garden, New York City, New York Zuschauer: 18.200 |

| 16. April 2012 19:30 Uhr | Ottawa Senators | 0:1 (0:0, 0:0, 0:1) Spielbericht Stand: 1:2 | New York Rangers Brian Boyle (47:35) | Scotiabank Place, Ottawa, Ontario Zuschauer: 20.182 |

| 18. April 2012 19:30 Uhr | Ottawa Senators Milan Michálek (27:04) Sergei Gontschar (37:50) Kyle Turris (62:42) | 3:2 n. V. (0:2, 2:0, 0:0, 1:0) Spielbericht Stand: 2:2 | New York Rangers Anton Strålman (0:49) Ryan Callahan (6:10) | Scotiabank Place, Ottawa, Ontario Zuschauer: 20.340 |

| 21. April 2012 19:00 Uhr | New York Rangers | 0:2 (0:1, 0:0, 0:1) Spielbericht Stand: 2:3 | Ottawa Senators Jason Spezza (9:18) Jason Spezza (59:04) | Madison Square Garden, New York City, New York Zuschauer: 18.200 |

| 23. April 2012 19:00 Uhr | Ottawa Senators Chris Neil (7:05) Jason Spezza (59:21) | 2:3 (1:0, 0:3, 1:0) Spielbericht Stand: 3:3 | New York Rangers Derek Stepan (28:55) Brad Richards (37:08) Chris Kreider (39:19) | Scotiabank Place, Ottawa, Ontario Zuschauer: 20.500 |

| 26. April 2012 19:00 Uhr | New York Rangers Marc Staal (24:46) Daniel Girardi (29:04) | 2:1 (0:0, 2:1, 0:0) Spielbericht Stand: 4:3 | Ottawa Senators Daniel Alfredsson (31:34) | Madison Square Garden, New York City, New York Zuschauer: 18.200 |

#### (2) Boston Bruins – (7) Washington Capitals
| 12. April 2012 19:30 Uhr (Ortszeit) | Boston Bruins Chris Kelly (61:18) | 1:0 n. V. (0:0, 0:0, 0:0, 1:0) Spielbericht Stand: 1:0 | Washington Capitals | TD Garden, Boston, Massachusetts Zuschauer: 17.565 |

| 14. April 2012 15:00 Uhr | Boston Bruins Benoît Pouliot (52:13) | 1:2 n. V. (0:0, 0:1, 1:0, 0:0, 0:1) Spielbericht Stand: 1:1 | Washington Capitals Troy Brouwer (37:57) Nicklas Bäckström (82:56) | TD Garden, Boston, Massachusetts Zuschauer: 17.565 |

| 16. April 2012 19:30 Uhr | Washington Capitals Alexander Sjomin (16:00) Alexander Owetschkin (20:48) Brooks Laich (54:00) | 3:4 (1:0, 1:2, 1:2) Spielbericht Stand: 1:2 | Boston Bruins Rich Peverley (20:35) Daniel Paille (29:38) Brian Rolston (41:02) Zdeno Chára (58:07) | Verizon Center, Washington, D.C. Zuschauer: 18.506 |

| 19. April 2012 19:30 Uhr | Washington Capitals Marcus Johansson (1:22) Alexander Sjomin (38:43) | 2:1 (1:1, 1:0, 0:0) Spielbericht Stand: 2:2 | Boston Bruins Rich Peverley (13:12) | Verizon Center, Washington, D.C. Zuschauer: 18.506 |

| 21. April 2012 15:00 Uhr | Boston Bruins Dennis Seidenberg (37:21) Brad Marchand (37:49) Johnny Boychuk (48:47) | 3:4 (0:0, 2:2, 1:2) Spielbericht Stand: 2:3 | Washington Capitals Alexander Sjomin (31:16) Jay Beagle (34:27) Mike Knuble (43:21) Troy Brouwer (58:33) | TD Garden, Boston, Massachusetts Zuschauer: 17.565 |

| 22. April 2012 15:00 Uhr | Washington Capitals Mike Green (9:47) Jason Chimera (39:18) Alexander Owetschkin (55:08) | 3:4 n. V. (1:2, 1:0, 1:1, 0:1) Spielbericht Stand: 3:3 | Boston Bruins Rich Peverley (5:56) David Krejčí (16:48) Andrew Ference (51:57) Tyler Seguin (63:17) | Verizon Center, Washington, D.C. Zuschauer: 18.506 |

| 25. April 2012 19:30 Uhr | Boston Bruins Tyler Seguin (34:27) | 1:2 n. V. (0:1, 1:0, 0:0, 0:1) Spielbericht Stand: 3:4 | Washington Capitals Matt Hendricks (11:23) Joel Ward (62:57) | TD Garden, Boston, Massachusetts Zuschauer: 17.565 |

#### (3) Florida Panthers – (6) New Jersey Devils
| 13. April 2012 19:00 Uhr (Ortszeit) | Florida Panthers Sean Bergenheim (27:44) Kris Versteeg (35:42) | 2:3 (0:3, 2:0, 0:0) Spielbericht Stand: 0:1 | New Jersey Devils Patrik Eliáš (6:31) Dainius Zubrus (14:11) Ryan Carter (14:56) | BankAtlantic Center, Sunrise, Florida Zuschauer: 19.119 |

| 15. April 2012 19:30 Uhr | Florida Panthers Stephen Weiss (0:23) Stephen Weiss (21:12) Marcel Goc (34:39) Tomáš Fleischmann (59:59) | 4:2 (1:0, 2:0, 1:2) Spielbericht Stand: 1:1 | New Jersey Devils Travis Zajac (40:48) Ilja Kowaltschuk (42:02) | BankAtlantic Center, Sunrise, Florida Zuschauer: 19.248 |

| 17. April 2012 19:00 Uhr | New Jersey Devils Zach Parise (0:33) Stephen Gionta (3:27) Patrik Eliáš (6:16) | 3:4 (3:2, 0:2, 0:0) Spielbericht Stand: 1:2 | Florida Panthers Sean Bergenheim (16:11) Jason Garrison (19:52) Mike Weaver (22:18) Brian Campbell (26:34) | Prudential Center, Newark, New Jersey Zuschauer: 17.625 |

| 19. April 2012 19:00 Uhr | New Jersey Devils Zach Parise (26:08) Steve Bernier (42:02) Travis Zajac (43:35) Ilja Kowaltschuk (48:32) | 4:0 (0:0, 1:0, 3:0) Spielbericht Stand: 2:2 | Florida Panthers | Prudential Center, Newark, New Jersey Zuschauer: 17.625 |

| 21. April 2012 18:30 Uhr | Florida Panthers Kris Versteeg (24:00) Scottie Upshall (53:17) Tomáš Kopecký (59:26) | 3:0 (0:0, 1:0, 2:0) Spielbericht Stand: 3:2 | New Jersey Devils | BankAtlantic Center, Sunrise, Florida Zuschauer: 19.513 |

| 24. April 2012 19:30 Uhr | New Jersey Devils Steve Bernier (16:37) Ilja Kowaltschuk (24:21) Travis Zajac (65:39) | 3:2 n. V. (1:0, 1:2, 0:0, 1:0) Spielbericht Stand: 3:3 | Florida Panthers Kris Versteeg (27:05) Sean Bergenheim (32:49) | Prudential Center, Newark, New Jersey Zuschauer: 17.625 |

| 26. April 2012 20:30 Uhr | Florida Panthers Stephen Weiss (45:02) Marcel Goc (56:32) | 2:3 n. V. (0:1, 0:1, 2:0, 0:0, 0:1) Spielbericht Stand: 3:4 | New Jersey Devils Adam Henrique (1:29) Stephen Gionta (29:15) Adam Henrique (83:47) | BankAtlantic Center, Sunrise, Florida Zuschauer: 19.313 |

#### (4) Pittsburgh Penguins – (5) Philadelphia Flyers
| 11. April 2012 19:30 Uhr (Ortszeit) | Pittsburgh Penguins Sidney Crosby (3:43) Tyler Kennedy (7:49) Pascal Dupuis (19:23) | 3:4 n. V. (3:0, 0:1, 0:2, 0:1) Spielbericht Stand: 0:1 | Philadelphia Flyers Daniel Brière (26:22) Daniel Brière (49:17) Brayden Schenn (52:23) Jakub Voráček (62:23) | Consol Energy Center, Pittsburgh, Pennsylvania Zuschauer: 18.565 |

| 13. April 2012 19:30 Uhr | Pittsburgh Penguins Sidney Crosby (0:15) Chris Kunitz (9:27) Paul Martin (19:42) Chris Kunitz (31:10) Tyler Kennedy (41:04) | 5:8 (3:1, 1:3, 1:4) Spielbericht Stand: 0:2 | Philadelphia Flyers Maxime Talbot (12:44) Claude Giroux (25:11) Claude Giroux (31:04) Sean Couturier (39:57) Sean Couturier (41:21) Jaromír Jágr (49:13) Sean Couturier (58:11) Claude Giroux (59:53) | Consol Energy Center, Pittsburgh, Pennsylvania Zuschauer: 18.626 |

| 15. April 2012 15:00 Uhr | Philadelphia Flyers Maxime Talbot (6:44) Daniel Brière (8:19) Daniel Brière (11:45) Matt Read (15:40) Matt Read (34:18) Wayne Simmonds (39:14) Claude Giroux (40:27) Maxime Talbot (57:14) | 8:4 (4:2, 2:2, 2:0) Spielbericht Stand: 3:0 | Pittsburgh Penguins Jordan Staal (3:52) James Neal (15:17) James Neal (30:31) Jordan Staal (35:40) | Wells Fargo Center, Philadelphia, Pennsylvania Zuschauer: 20.092 |

| 18. April 2012 19:30 Uhr | Philadelphia Flyers Claude Giroux (1:16) Kimmo Timonen (15:06) Jakub Voráček (15:52) | 3:10 (3:4, 0:5, 0:1) Spielbericht Stand: 3:1 | Pittsburgh Penguins Jewgeni Malkin (3:37) Matt Niskanen (8:05) Sidney Crosby (16:19) Jordan Staal (17:29) Kris Letang (23:07) Jordan Staal (27:21) Steve Sullivan (30:55) Pascal Dupuis (34:59) Jordan Staal (36:03) Jewgeni Malkin (44:04) | Wells Fargo Center, Philadelphia, Pennsylvania Zuschauer: 20.172 |

| 20. April 2012 19:30 Uhr | Pittsburgh Penguins Steve Sullivan (14:51) Jordan Staal (26:15) Tyler Kennedy (29:53) | 3:2 (1:2, 2:0, 0:0) Spielbericht Stand: 2:3 | Philadelphia Flyers Matthew Carle (11:45) Scott Hartnell (17:35) | Consol Energy Center, Pittsburgh, Pennsylvania Zuschauer: 18.628 |

| 22. April 2012 12:00 Uhr | Pittsburgh Penguins Jewgeni Malkin (28:34) | 1:5 (0:2, 1:2, 0:1) Spielbericht Stand: 2:4 | Philadelphia Flyers Claude Giroux (0:32) Scott Hartnell (13:01) Erik Gustafsson (25:25) Daniel Brière (29:08) Brayden Schenn (59:52) | Wells Fargo Center, Philadelphia, Pennsylvania Zuschauer: 20.127 |

### Western Conference

#### (1) Vancouver Canucks – (8) Los Angeles Kings
| 11. April 2012 19:30 Uhr (Ortszeit) | Vancouver Canucks Alexandre Burrows (4:17) Alexander Edler (39:52) | 2:4 (1:1, 1:1, 0:2) Spielbericht Stand: 0:1 | Los Angeles Kings Mike Richards (13:31) Willie Mitchell (36:33) Dustin Penner (56:46) Dustin Brown (59:42) | Rogers Arena, Vancouver, British Columbia Zuschauer: 18.890 |

| 13. April 2012 19:00 Uhr | Vancouver Canucks Jannik Hansen (20:17) Samuel Påhlsson (56:22) | 2:4 (0:1, 1:1, 1:2) Spielbericht Stand: 0:2 | Los Angeles Kings Dustin Brown (19:51) Dustin Brown (25:17) Jarret Stoll (48:30) Trevor Lewis (54:51) | Rogers Arena, Vancouver, British Columbia Zuschauer: 18.890 |

| 15. April 2012 19:30 Uhr | Los Angeles Kings Dustin Brown (46:30) | 1:0 (0:0, 0:0, 1:0) Spielbericht Stand: 3:0 | Vancouver Canucks | Staples Center, Los Angeles, Kalifornien Zuschauer: 18.352 |

| 18. April 2012 19:00 Uhr | Los Angeles Kings Anže Kopitar (13:00) | 1:3 (1:0, 0:2, 0:1) Spielbericht Stand: 3:1 | Vancouver Canucks Alexander Edler (24:07) Kevin Bieksa (28:36) Henrik Sedin (45:45) | Staples Center, Los Angeles, Kalifornien Zuschauer: 18.409 |

| 22. April 2012 20:00 Uhr | Vancouver Canucks Henrik Sedin (14:04) | 1:2 n. V. (1:0, 0:0, 0:1, 0:1) Spielbericht Stand: 1:4 | Los Angeles Kings Brad Richardson (43:21) Jarret Stoll (64:27) | Rogers Arena, Vancouver, British Columbia Zuschauer: 18.890 |

#### (2) St. Louis Blues – (7) San Jose Sharks
| 12. April 2012 19:30 Uhr (Ortszeit) | St. Louis Blues Patrik Berglund (40:54) Patrik Berglund (47:28) | 2:3 n. V. (0:0, 0:1, 2:1, 0:0, 0:1) Spielbericht Stand: 0:1 | San Jose Sharks Martin Havlát (26:02) Andrew Desjardins (54:44) Martin Havlát (83:34) | Scottrade Center, St. Louis, Missouri Zuschauer: 19.333 |

| 14. April 2012 19:30 Uhr | St. Louis Blues Vladimír Sobotka (1:31) David Backes (33:49) Andy McDonald (59:35) | 3:0 (1:0, 1:0, 1:0) Spielbericht Stand: 1:1 | San Jose Sharks | Scottrade Center, St. Louis, Missouri Zuschauer: 19.500 |

| 16. April 2012 19:00 Uhr | San Jose Sharks Brent Burns (16:45) Colin White (56:58) Logan Couture (59:43) | 3:4 (1:1, 0:2, 2:1) Spielbericht Stand: 1:2 | St. Louis Blues Patrik Berglund (14:31) Andy McDonald (21:01) Jason Arnott (30:06) Alexander Steen (40:59) | HP Pavilion, San José, Kalifornien Zuschauer: 17.562 |

| 19. April 2012 19:30 Uhr | San Jose Sharks Joe Thornton (58:53) | 1:2 (0:1, 0:0, 1:1) Spielbericht Stand: 1:3 | St. Louis Blues Brandon Crombeen (7:12) Andy McDonald (52:00) | HP Pavilion, San José, Kalifornien Zuschauer: 17.562 |

| 21. April 2012 19:30 Uhr | St. Louis Blues Jamie Langenbrunner (51:16) David Perron (52:01) Andy McDonald (59:21) | 3:1 (0:0, 0:1, 3:0) Spielbericht Stand: 4:1 | San Jose Sharks Joe Thornton (39:19) | Scottrade Center, St. Louis, Missouri Zuschauer: 19.490 |

#### (3) Phoenix Coyotes – (6) Chicago Blackhawks
| 12. April 2012 19:00 Uhr (Ortszeit) | Phoenix Coyotes Taylor Pyatt (27:38) Antoine Vermette (37:27) Martin Hanzal (69:29) | 3:2 n. V. (0:1, 2:0, 0:1, 1:0) Spielbericht Stand: 1:0 | Chicago Blackhawks Jonathan Toews (4:04) Brent Seabrook (59:45) | Jobing.com Arena, Glendale, Arizona Zuschauer: 17.138 |

| 14. April 2012 19:00 Uhr | Phoenix Coyotes Raffi Torres (8:52) Antoine Vermette (13:44) Antoine Vermette (28:41) | 3:4 n. V. (2:1, 1:1, 0:1, 0:1) Spielbericht Stand: 1:1 | Chicago Blackhawks Bryan Bickell (3:05) Brandon Bollig (26:57) Patrick Sharp (59:54) Bryan Bickell (70:36) | Jobing.com Arena, Glendale, Arizona Zuschauer: 17.539 |

| 17. April 2012 18:00 Uhr | Chicago Blackhawks Andrew Brunette (19:31) Michael Frolík (48:49) | 2:3 n. V. (1:0, 0:0, 1:2, 0:1) Spielbericht Stand: 1:2 | Phoenix Coyotes Rostislav Klesla (48:16) Ray Whitney (49:21) Mikkel Bødker (73:15) | United Center, Chicago, Illinois Zuschauer: 21.627 |

| 19. April 2012 17:00 Uhr | Chicago Blackhawks Brendan Morrison (50:25) Michael Frolík (48:34) | 2:3 n. V. (0:0, 0:0, 2:2, 0:1) Spielbericht Stand: 1:3 | Phoenix Coyotes Shane Doan (47:03) Taylor Pyatt (47:47) Mikkel Bødker (62:15) | United Center, Chicago, Illinois Zuschauer: 22.111 |

| 21. April 2012 19:00 Uhr | Phoenix Coyotes Gilbert Brulé (22:46) | 1:2 n. V. (0:0, 1:0, 0:1, 0:1) Spielbericht Stand: 3:2 | Chicago Blackhawks Nick Leddy (49:15) Jonathan Toews (62:44) | Jobing.com Arena, Glendale, Arizona Zuschauer: 17.746 |

| 23. April 2012 21:00 Uhr | Chicago Blackhawks | 0:4 (0:0, 0:1, 0:3) Spielbericht Stand: 2:4 | Phoenix Coyotes Oliver Ekman Larsson (33:14) Gilbert Brulé (42:24) Antoine Vermette (53:04) Kyle Chipchura (54:56) | United Center, Chicago, Illinois Zuschauer: 21.636 |

#### (4) Nashville Predators – (5) Detroit Red Wings
| 11. April 2012 20:00 Uhr (Ortszeit) | Nashville Predators Paul Gaustad (6:59) Gabriel Bourque (32:29) Gabriel Bourque (51:35) | 3:2 (1:0, 1:1, 1:1) Spielbericht Stand: 1:0 | Detroit Red Wings Henrik Zetterberg (22:29) Tomas Holmström (57:53) | Bridgestone Arena, Nashville, Tennessee Zuschauer: 17.113 |

| 13. April 2012 19:30 Uhr | Nashville Predators Andrej Kaszizyn (29:01) Shea Weber (55:16) | 2:3 (0:2, 1:1, 1:0) Spielbericht Stand: 1:1 | Detroit Red Wings Ian White (8:25) Cory Emmerton (15:33) Johan Franzén (29:57) | Bridgestone Arena, Nashville, Tennessee Zuschauer: 17.113 |

| 15. April 2012 12:00 Uhr | Detroit Red Wings Pawel Dazjuk (35:03) Henrik Zetterberg (59:06) | 2:3 (0:1, 1:1, 1:1) Spielbericht Stand: 1:2 | Nashville Predators Shea Weber (2:48) Kevin Klein (23:50) Sjarhej Kaszizyn (56:30) | Joe Louis Arena, Detroit, Michigan Zuschauer: 20.066 |

| 17. April 2012 19:30 Uhr | Detroit Red Wings Jiří Hudler (43:14) | 1:3 (0:0, 0:0, 1:3) Spielbericht Stand: 1:3 | Nashville Predators Gabriel Bourque (41:55) Kevin Klein (46:25) David Legwand (59:21) | Joe Louis Arena, Detroit, Michigan Zuschauer: 20.066 |

| 20. April 2012 20:00 Uhr | Nashville Predators Alexander Radulow (16:10) David Legwand (40:13) | 2:1 (1:0, 0:1, 1:0) Spielbericht Stand: 4:1 | Detroit Red Wings Jiří Hudler (33:45) | Bridgestone Arena, Nashville, Tennessee Zuschauer: 17.527 |

## Conference-Halbfinale

### Eastern Conference

#### (1) New York Rangers – (7) Washington Capitals
| 28 15:00 Uhr (Ortszeit) | New York Rangers Artjom Anissimow (32:38) Chris Kreider (47:00) Brad Richards (48:30) | 3:1 (0:0, 1:1, 2:0) Spielbericht Stand: 1:0 | Washington Capitals Jason Chimera (39:56) | Madison Square Garden, New York City, New York Zuschauer: 18.200 |

| 30 19:30 Uhr | New York Rangers Brad Richards (19:17) Ryan Callahan (46:58) | 2:3 (1:2, 0:0, 1:1) Spielbericht Stand: 1:1 | Washington Capitals Mike Knuble (12:20) Jason Chimera (17:14) Alexander Owetschkin (52:33) | Madison Square Garden, New York City, New York Zuschauer: 18.200 |

| 2 19:30 Uhr | Washington Capitals John Carlson (31:10) | 1:2 n. V. (0:0, 1:1, 0:0, 0:0, 0:0, 0:1) Spielbericht Stand: 1:2 | New York Rangers Ryan Callahan (26:41) Marián Gáborík (114:41) | Verizon Center, Washington, D.C. Zuschauer: 18.506 |

| 5 12:30 Uhr | Washington Capitals Alexander Owetschkin (12:43) Nicklas Bäckström (31:54) Mike Green (54:12) | 3:2 (1:0, 1:2, 1:0) Spielbericht Stand: 2:2 | New York Rangers Artjom Anissimow (21:10) Marián Gáborík (36:43) | Verizon Center, Washington, D.C. Zuschauer: 18.506 |

| 7 19:30 Uhr | New York Rangers Anton Strålman (10:44) Brad Richards (59:53) Marc Staal (61:35) | 3:2 n. V. (1:0, 0:1, 1:1, 1:0) Spielbericht Stand: 3:2 | Washington Capitals Brooks Laich (28:15) John Carlson (44:20) | Madison Square Garden, New York City, New York Zuschauer: 18.200 |

| 9 19:30 Uhr | Washington Capitals Alexander Owetschkin (1:28) Jason Chimera (30:59) | 2:1 (1:0, 1:0, 0:1) Spielbericht Stand: 3:3 | New York Rangers Marián Gáborík (59:09) | Verizon Center, Washington, D.C. Zuschauer: 18.506 |

| 12 19:30 Uhr | New York Rangers Brad Richards (1:32) Michael Del Zotto (50:05) | 2:1 (1:0, 0:0, 1:1) Spielbericht Stand: 4:3 | Washington Capitals Roman Hamrlík (50:43) | Madison Square Garden, New York City, New York Zuschauer: 18.200 |

#### (5) Philadelphia Flyers – (6) New Jersey Devils
| 29 15:00 Uhr (Ortszeit) | Philadelphia Flyers Daniel Brière (28:07) James van Riemsdyk (28:44) Claude Giroux (44:19) Daniel Brière (64:36) | 4:3 n. V. (0:1, 2:1, 1:1, 1:0) Spielbericht Stand: 1:0 | New Jersey Devils Zach Parise (3:16) Travis Zajac (33:53) Petr Sýkora (51:22) | Wells Fargo Center, Philadelphia, Pennsylvania Zuschauer: 19.972 |

| 1 19:30 Uhr | Philadelphia Flyers Matt Read (2:53) | 1:4 (1:0, 0:0, 0:4) Spielbericht Stand: 1:1 | New Jersey Devils Adam Larsson (43:08) David Clarkson (51:17) Travis Zajac (54:01) Bryce Salvador (57:09) | Wells Fargo Center, Philadelphia, Pennsylvania Zuschauer: 20.131 |

| 3 19:30 Uhr | New Jersey Devils Patrik Eliáš (12:33) Ilja Kowaltschuk (12:53) Zach Parise (47:29) Olexij Ponikarowskyj (77:21) | 4:3 n. V. (2:1, 0:1, 1:1, 1:0) Spielbericht Stand: 2:1 | Philadelphia Flyers Brayden Schenn (6:08) Matt Carle (24:44) Daniel Brière (51:04) | Prudential Center, Newark, New Jersey Zuschauer: 17.625 |

| 6 19:30 Uhr | New Jersey Devils Petr Sýkora (15:14) Marek Židlický (18:09) Dainius Zubrus (37:47) Dainius Zubrus (59:15) | 4:2 (2:2, 1:0, 1:0) Spielbericht Stand: 3:1 | Philadelphia Flyers Scott Hartnell (11:50) Claude Giroux (13:40) | Prudential Center, Newark, New Jersey Zuschauer: 17.625 |

| 8 19:30 Uhr | Philadelphia Flyers Maxime Talbot (7:18) | 1:3 (1:2, 0:0, 0:1) Spielbericht Stand: 1:4 | New Jersey Devils Bryce Salvador (9:27) David Clarkson (12:45) Ilja Kowaltschuk (45:00) | Wells Fargo Center, Philadelphia, Pennsylvania Zuschauer: 19.818 |

### Western Conference

#### (2) St. Louis Blues – (8) Los Angeles Kings
| 28. April 2012 18:30 Uhr (Ortszeit) | St. Louis Blues David Backes (9:16) | 1:3 (1:1, 0:1, 0:1) Spielbericht Stand: 0:1 | Los Angeles Kings Wjatscheslaw Woinow (16:58) Matt Greene (38:57) Dustin Penner (59:45) | Scottrade Center, St. Louis, Missouri Zuschauer: 19.391 |

| 30. April 2012 20:00 Uhr | St. Louis Blues Andy McDonald (20:18) Matt D’Agostini (45:16) | 2:5 (0:4, 1:1, 1:0) Spielbericht Stand: 0:2 | Los Angeles Kings Mike Richards (0:31) Anže Kopitar (14:16) Jeff Carter (18:37) Anže Kopitar (19:43) Justin Williams (21:26) | Scottrade Center, St. Louis, Missouri Zuschauer: 19.366 |

| 3. Mai 2012 19:00 Uhr | Los Angeles Kings Justin Williams (13:33) Dwight King (21:53) Mike Richards (30:29) Drew Doughty (48:12) | 4:2 (1:0, 2:1, 1:1) Spielbericht Stand: 3:0 | St. Louis Blues Chris Stewart (21:13) Chris Stewart (44:35) | Staples Center, Los Angeles, Kalifornien Zuschauer: 18.362 |

| 6. Mai 2012 12:00 Uhr | Los Angeles Kings Jordan Nolan (4:36) Dustin Brown (18:18) Dustin Brown (59:34) | 3:1 (2:1, 0:0, 1:0) Spielbericht Stand: 4:0 | St. Louis Blues Kevin Shattenkirk (11:34) | Staples Center, Los Angeles, Kalifornien Zuschauer: 18.373 |

#### (3) Phoenix Coyotes – (4) Nashville Predators
| 27. April 2012 18:00 Uhr (Ortszeit) | Phoenix Coyotes Radim Vrbata (7:23) Rostislav Klesla (23:05) Mikkel Bødker (36:27) Ray Whitney (74:04) | 4:3 n. V. (1:1, 2:1, 0:1, 1:0) Spielbericht Stand: 1:0 | Nashville Predators Brandon Yip (14:09) Andrej Kaszizyn (31:19) Martin Erat (55:18) | Jobing.com Arena, Glendale, Arizona Zuschauer: 17.187 |

| 29. April 2012 17:00 Uhr | Phoenix Coyotes Antoine Vermette (8:32) Martin Hanzal (23:47) Radim Vrbata (27:05) Taylor Pyatt (31:50) Shane Doan (43:36) | 5:3 (1:1, 3:1, 1:1) Spielbericht Stand: 2:0 | Nashville Predators Andrej Kaszizyn (17:13) Patric Hörnqvist (31:20) Ryan Suter (40:53) | Jobing.com Arena, Glendale, Arizona Zuschauer: 17.217 |

| 2. Mai 2012 20:00 Uhr | Nashville Predators David Legwand (8:10) Mike Fisher (9:16) | 2:0 (2:0, 0:0, 0:0) Spielbericht Stand: 1:2 | Phoenix Coyotes | Bridgestone Arena, Nashville, Tennessee Zuschauer: 17.113 |

| 4. Mai 2012 19:30 Uhr | Nashville Predators | 0:1 (0:1, 0:0, 0:0) Spielbericht Stand: 1:3 | Phoenix Coyotes Shane Doan (14:25) | Bridgestone Arena, Nashville, Tennessee Zuschauer: 17.113 |

| 7. Mai 2012 19:00 Uhr | Phoenix Coyotes Derek Morris (23:54) Martin Hanzal (35:09) | 2:1 (0:0, 2:0, 0:1) Spielbericht Stand: 4:1 | Nashville Predators Colin Wilson (54:01) | Jobing.com Arena, Glendale, Arizona Zuschauer: 17.182 |

## Conference-Finale

### Eastern Conference

#### (1) New York Rangers – (6) New Jersey Devils
| 14. Mai 2012 20:00 Uhr (Ortszeit) | New York Rangers Dan Girardi (40:53) Chris Kreider (52:00) Artjom Anissimow (58:33) | 3:0 (0:0, 0:0, 3:0) Spielbericht Stand: 1:0 | New Jersey Devils | Madison Square Garden, New York City, New York Zuschauer: 18.200 |

| 16. Mai 2012 20:00 Uhr | New York Rangers Marc Staal (22:23) Chris Kreider (32:19) | 2:3 (0:1, 2:1, 0:1) Spielbericht Stand: 1:1 | New Jersey Devils Ilja Kowaltschuk (13:39) Ryan Carter (38:09) David Clarkson (42:31) | Madison Square Garden, New York City, New York Zuschauer: 18.200 |

| 19. Mai 2012 13:00 Uhr | New Jersey Devils | 0:3 (0:0, 0:0, 0:3) Spielbericht Stand: 1:2 | New York Rangers Dan Girardi (43:19) Chris Kreider (45:16) Ryan Callahan (57:47) | Prudential Center, Newark, New Jersey Zuschauer: 17.625 |

| 21. Mai 2012 20:00 Uhr | New Jersey Devils Bryce Salvador (8:10) Travis Zajac (11:59) Zach Parise (42:41) Zach Parise (58:31) | 4:1 (2:0, 0:0, 2:1) Spielbericht Stand: 2:2 | New York Rangers Ruslan Fedotenko (54:55) | Prudential Center, Newark, New Jersey Zuschauer: 17.625 |

| 23. Mai 2012 20:00 Uhr | New York Rangers Brandon Prust (15:41) Ryan Callahan (20:32) Marián Gáborík (40:17) | 3:5 (1:3, 1:0, 1:2) Spielbericht Stand: 2:3 | New Jersey Devils Stephen Gionta (2:43) Patrik Eliáš (4:13) Travis Zajac (9:49) Ryan Carter (55:36) Zach Parise (59:28) | Madison Square Garden, New York City, New York Zuschauer: 18.200 |

| 25. Mai 2012 20:00 Uhr | New Jersey Devils Ryan Carter (10:05) Ilja Kowaltschuk (13:56) Adam Henrique (61:03) | 3:2 n. V. (2:0, 0:2, 0:0, 1:0) Spielbericht Stand: 4:2 | New York Rangers Ruslan Fedotenko (29:47) Ryan Callahan (33:41) | Prudential Center, Newark, New Jersey Zuschauer: 17.625 |

### Western Conference

#### (3) Phoenix Coyotes – (8) Los Angeles Kings
| 13. Mai 2012 17:00 Uhr (Ortszeit) | Phoenix Coyotes Derek Morris (13:26) Mikkel Bødker (38:05) | 2:4 (1:1, 1:1, 0:2) Spielbericht Stand: 0:1 | Los Angeles Kings Anže Kopitar (3:53) Dwight King (28:02) Dustin Brown (42:11) Dwight King (59:12) | Jobing.com Arena, Glendale, Arizona Zuschauer: 17.134 |

| 15. Mai 2012 18:00 Uhr | Phoenix Coyotes | 0:4 (0:1, 0:2, 0:1) Spielbericht Stand: 0:2 | Los Angeles Kings Dwight King (13:15) Jeff Carter (24:47) Jeff Carter (38:49) Jeff Carter (52:56) | Jobing.com Arena, Glendale, Arizona Zuschauer: 17.149 |

| 17. Mai 2012 18:00 Uhr | Los Angeles Kings Anže Kopitar (23:10) Dwight King (41:47) | 2:1 (0:0, 1:1, 1:0) Spielbericht Stand: 3:0 | Phoenix Coyotes Daymond Langkow (21:03) | Staples Center, Los Angeles, Kalifornien Zuschauer: 18.367 |

| 20. Mai 2012 12:00 Uhr | Los Angeles Kings | 0:2 (0:0, 0:1, 0:1) Spielbericht Stand: 3:1 | Phoenix Coyotes Shane Doan (31:10) Shane Doan (54:19) | Staples Center, Los Angeles, Kalifornien Zuschauer: 18.402 |

| 22. Mai 2012 18:00 Uhr | Phoenix Coyotes Taylor Pyatt (4:20) Marc-Antoine Pouliot (26:23) Keith Yandle (36:23) | 3:4 n. V. (1:1, 2:2, 0:0, 0:1) Spielbericht Stand: 1:4 | Los Angeles Kings Anže Kopitar (11:13) Drew Doughty (31:06) Mike Richards (33:43) Dustin Penner (77:42) | Jobing.com Arena, Glendale, Arizona Zuschauer: 17.148 |

## Stanley-Cup-Finale

### (E6) New Jersey Devils – (W8) Los Angeles Kings
| 30. Mai 2012 20:00 Uhr (Ortszeit) | New Jersey Devils Anton Woltschenkow (38:48) | 1:2 n. V. (0:1, 1:0, 0:0, 0:1) Spielbericht Stand: 0:1 | Los Angeles Kings Colin Fraser (9:56) Anže Kopitar (68:13) | Prudential Center, Newark, New Jersey Zuschauer: 17.625 |

| 2. Juni 2012 20:00 Uhr | New Jersey Devils Ryan Carter (42:59) | 1:2 n. V. (0:1, 0:0, 1:0, 0:1) Spielbericht Stand: 0:2 | Los Angeles Kings Drew Doughty (7:49) Jeff Carter (73:42) | Prudential Center, Newark, New Jersey Zuschauer: 17.625 |

| 4. Juni 2012 17:00 Uhr | Los Angeles Kings Alec Martinez (25:40) Anže Kopitar (35:07) Jeff Carter (44:15) Justin Williams (46:47) | 4:0 (0:0, 2:0, 2:0) Spielbericht Stand: 3:0 | New Jersey Devils | Staples Center, Los Angeles, Kalifornien Zuschauer: 18.764 |

| 6. Juni 2012 17:00 Uhr | Los Angeles Kings Drew Doughty (48:56) | 1:3 (0:0, 0:0, 1:3) Spielbericht Stand: 3:1 | New Jersey Devils Patrik Eliáš (47:56) Adam Henrique (55:29) Ilja Kowaltschuk (59:40) | Staples Center, Los Angeles, Kalifornien Zuschauer: 18.867 |

| 9. Juni 2012 20:00 Uhr | New Jersey Devils Zach Parise (12:45) Bryce Salvador (29:05) | 2:1 (1:0, 1:1, 0:0) Spielbericht Stand: 2:3 | Los Angeles Kings Justin Williams (23:26) | Prudential Center, Newark, New Jersey Zuschauer: 17.625 |

| 11. Juni 2012 17:00 Uhr | Los Angeles Kings Dustin Brown (11:03) Jeff Carter (12:45) Trevor Lewis (15:01) Jeff Carter (21:30) Trevor Lewis (56:15) Matt Greene (56:30) | 6:1 (3:0, 1:1, 2:0) Spielbericht Stand: 4:2 | New Jersey Devils Adam Henrique (38:45) | Staples Center, Los Angeles, Kalifornien Zuschauer: 18.858 |

### Stanley-Cup-Sieger
| Stanley-Cup-Sieger Los Angeles Kings | Torhüter: Jonathan Bernier, Jonathan Quick Verteidiger: Drew Doughty, Davis Drewiske, Matt Greene, Alec Martinez, Willie Mitchell, Rob Scuderi, Wjatscheslaw Woinow Angreifer: Dustin Brown (C), Jeff Carter, Kyle Clifford, Colin Fraser, Simon Gagné, Dwight King, Anže Kopitar, Trevor Lewis, Jordan Nolan, Dustin Penner, Mike Richards, Brad Richardson, Jarret Stoll, Kevin Westgarth, Justin Williams Cheftrainer: Darryl Sutter General Manager: Dean Lombardi |

## Beste Scorer
Abkürzungen:  GP = Spiele, G = Tore, A = Assists, Pts = Punkte, +/− = Plus/Minus, PIM = Strafminuten; Fett:  Bestwert
| Spieler          | Team                | GP | G | A  | Pts | +/− | PIM |
| ---------------- | ------------------- | -- | - | -- | --- | --- | --- |
| Dustin Brown     | Los Angeles Kings   | 20 | 8 | 12 | 20  | +16 | 34  |
| Anže Kopitar     | Los Angeles Kings   | 20 | 8 | 12 | 20  | +16 | 9   |
| Ilja Kowaltschuk | New Jersey Devils   | 23 | 8 | 11 | 19  | −7  | 6   |
| Claude Giroux    | Philadelphia Flyers | 10 | 8 | 9  | 17  | +2  | 13  |
| Drew Doughty     | Los Angeles Kings   | 20 | 4 | 12 | 16  | +11 | 14  |
| Zach Parise      | New Jersey Devils   | 24 | 8 | 7  | 15  | −8  | 4   |
| Brad Richards    | New York Rangers    | 20 | 6 | 9  | 15  | −2  | 8   |
| Justin Williams  | Los Angeles Kings   | 20 | 4 | 11 | 15  | +8  | 12  |
| Mike Richards    | Los Angeles Kings   | 20 | 4 | 11 | 15  | +1  | 17  |
| Travis Zajac     | New Jersey Devils   | 24 | 7 | 7  | 14  | −6  | 4   |
| Bryce Salvador   | New Jersey Devils   | 24 | 4 | 10 | 14  | +9  | 26  |

## Beste Torhüter
Die kombinierte Tabelle zeigt die jeweils drei besten Torhüter in den Kategorien Gegentorschnitt und Fangquote sowie die jeweils Führenden in den Kategorien Shutouts und Siege.
Abkürzungen: GP = Spiele, TOI = Eiszeit (in Minuten), W = Siege, L = Niederlagen, OTL = Overtime/Shootout-Niederlagen, GA = Gegentore, SO = Shutouts, Sv% = gehaltene Schüsse (in %), GAA = Gegentorschnitt; Fett: Saisonbestwert; Sortiert nach Gegentorschnitt.
| Spieler          | Team              | GP | TOI  | W  | L  | GA | SO | Sv%  | GAA  |
| ---------------- | ----------------- | -- | ---- | -- | -- | -- | -- | ---- | ---- |
| Cory Schneider   | Vancouver Canucks | 3  | 183  | 1  | 2  | 4  | 0  | 96,0 | 1,31 |
| Jonathan Quick   | Los Angeles Kings | 20 | 1238 | 16 | 4  | 29 | 3  | 94,6 | 1,41 |
| Jaroslav Halák   | St. Louis Blues   | 2  | 104  | 2  | 1  | 3  | 0  | 93,5 | 1,72 |
| Henrik Lundqvist | New York Rangers  | 20 | 1251 | 10 | 10 | 38 | 3  | 93,1 | 1,82 |
| Mike Smith       | Phoenix Coyotes   | 16 | 1027 | 9  | 7  | 34 | 3  | 94,4 | 1,99 |